# Rodolfo Otero
Rodolfo Gustavo Otero (14 december 1962) is een Argentijnse scheidsrechter en assistent-scheidsrechter, oftewel grensrechter, die actief is op mondiaal niveau. Hij was als assistent-scheidsrechter actief op het wereldkampioenschap voetbal 2006.
Otero vlagde en/of floot onder andere de WK-kwalificatiewedstrijd tussen Brazilië en Uruguay en in diverse wedstrijden tussen Boca Juniors en River Plate. Tijdens het WK voetbal 2006 was hij onde meer assistent-scheidsrechter in de openingswedstrijd tussen Duitsland en Costa Rica.